# 総統の顔
『総統の顔』（そうとうのかお、原題：Der Fuehrer's Face）は、ウォルト・ディズニー・プロダクション（現：ウォルト・ディズニー・カンパニー）が制作した1943年1月1日公開のアニメーション短編映画作品。ドナルドダック・シリーズの第43作である。

## 概要
第二次世界大戦中に製作された短編映画で、枢軸国（ドイツ・日本・イタリア）をアニメで風刺したプロパガンダの要素が強い作品となっている。その舞台となる町は作品中では『ナチランド』として描かれ、アドルフ・ヒトラーの独裁政権下に置かれていた当時のドイツ国をイメージしている。
元々は"Donald Duck in Nutzi Land"（ナチランドのドナルド・ダック）というタイトルだったが、1942年に先行して発売された主題歌のレコード『総統の顔』がヒットした為に改題された。この主題歌の歌詞や劇中のセリフの一部は、ドイツを揶揄する為に敢えてドイツ語風に崩して書かれている。レコードは複数発売されているが、中でもスパイク・ジョーンズによるものが最も知られる。
当時、アメリカ合衆国で第二次世界大戦を題材としたアニメーション作品の製作は珍しくなく、例として翌1944年の第16回アカデミー賞短編アニメ賞も、同様に戦争を題材とした『勝利は我に』（トムとジェリーシリーズ）が受賞している。

## あらすじ
オープニングは、アドルフ・ヒトラーがこよなく愛したワーグナーの楽劇『ニュルンベルクのマイスタージンガー』が流れて映画は幕を開ける。
ドイツの小さな街で、朝から枢軸国の要人ら ― スーザフォンの東條英機、ピッコロのヘルマン・ゲーリング、トロンボーンのヨーゼフ・ゲッベルス、バスドラムのベニート・ムッソリーニ、スネアドラムのハインリヒ・ヒムラーからなる楽器隊がガチョウ足行進をしながら演奏し軍歌を歌っていた。
街は雲や木、電柱、標識、柵などありとあらゆるものがハーケンクロイツを模したもので、そこからほど近い、簡素な家に暮らす主人公のドナルドは曲につられる形で寝ながらナチス式敬礼の姿勢をとる。家のすぐそばを軍人が通ると、ドナルドはうるさく感じてロールスクリーンを下げるが、銃剣で破られベッドから無理やり起こされる。
ドナルドは起床早々ヒトラー、昭和天皇、ムッソリーニの肖像に敬礼させられ、二度寝したくても外から水をかけられそれは叶わない。パジャマから軍服に着替え、朝食には金庫に隠し持っていた僅かばかりのコーヒーバッグに、「ベーコンエッグの香り」という物質のニオイをかいでオカズにし、のこぎりで切らなければならないほど木のごとく固い配給の食パンを前歯でかじって食べていた。そこに軍人から『我が闘争』の本を見せつけられ、さらには家に先ほどの楽器隊が押し寄せ、ドナルドはお尻を蹴られながら勤務地の兵器工場へ向かう。
兵器工場では、1日48時間のシフト制で砲弾をライン生産していた。ドナルドは砲弾の組み立てにかかるが、途中大量のヒトラーの肖像も生産ラインに流れてくると、一つ一つに敬礼しながら作業し、指先程度の小さな弾から体を超える大きな弾まで組み立てていく。途中愚痴をこぼすと四方から銃剣を突き付けられ、ドナルドは怯えながら許しを乞う。さらに総統の栄誉を称えるプロパガンダの放送を聴かされながら作業を続けていく。しばらくして歓喜力行団の名目で休憩となり、アルプス山脈が描かれた粗雑な壁紙をみるものの、総統のためにもっと働けと言われて休憩はそそくさと終わる。
その後、増産を求める大音量の命令を聴かされながら砲弾を果てしなく組み立て続ける過酷な作業に、混迷のあまりドナルドは「耐えられない!(I can't stand it!)」と叫び、体が震え精神に異常をきたしてしまう。そのままドナルドは空想に飛び込んでしまい、様々な砲弾が行き交う世界に迷い込み、その爆発に巻き込まれる。
しかしそれは夢で、星条旗のパジャマを着て眠るドナルドがいた。目覚めると窓際から伸びていた物影をヒトラーと勘違いし、一瞬敬礼しようとするものの、振り向くと輝く自由の女神像のミニチュアが立っていた。喜びのあまりそれに熱烈なキスをし、像を抱きしめながらアメリカ国民であることを心の底から喜ぶドナルドであった。
エンディングは軍歌とともにヒトラーの顔の戯画があらわれ、そこにトマトが投げつけられて、"THE END"の文字へと変わり映画は幕を閉じる。

## スタッフ
- 製作：ウォルト・ディズニー[5][6]
- 監督：ジャック・キニー[5][6]
- 原画：ボブ・カールソン、レス・クラーク、ビル・ジャスティス、ミルト・ニール、チャールズ・A・ニコルズ、ジョン・シブリー[6]、エメリー・ホーキンス[5]
- 脚本：ジョー・グラント、ディック・ヒューマー[5][6]
- レイアウト：ドン・ダグラディ[6]、アンディー・イングマン[5]
- 音楽：オリバー・ウォレス[5][6]
- 彩色プロセス：テクニカラー
- 録音プロセス：RCA
- 制作：ウォルト・ディズニー・プロダクション
- 配給：RKO

## 他メディアの収録
現地アメリカ合衆国では公開から半世紀以上他の媒体で公開や販売をすることはなかったが、2004年に初めて"Walt Disney Treasures: On the Front Lines"のDVDボックスに本作が収録された。また、翌2005年にもドナルドの短篇映画集"ドナルドダック・クロニクル Vol.2 限定保存版"にも収録されているが、日本発売版では収録されなかった。
日本ではディズニーから映画の公開並びに映像ソフトの販売や配信はなされていないが、2015年12月20日に日本放送協会（NHK）にて放送された『新・映像の世紀』の第3集「時代は独裁者を求めた」において、ディズニーが製作したプロパガンダ映画として本作品が取り上げられ、映像の一部が地上波で初めて放映された。
ロシアではカムチャツカの裁判所が違法過激派資料リストに追加したことから、2010年12月から同国内での配信が禁じられており、実際に2013年夏頃に本作品を違法配信したトムスク在住の男性2人に対して罰金刑が言い渡されている。

## 関連作品
新しい精神（原題：The New Spirit）、43年の精神（原題：The Spirit of '43）
同時期に作られた短編アニメーション作品。アニメ映画。枢軸国の否定および連合国への忠誠が主題。アメリカ政府の依頼でディズニーが制作し、それぞれ1942年と1943年に政府へ納品されたという経緯から、ディズニーではなくアメリカ政府の著作物となっている。